# Кам'янка чорнолоба
Кам'янка чорнолоба (Oenanthe pileata) — вид горобцеподібних птахів родини мухоловкових (Muscicapidae). Мешкає в Африці на південь від Сахари.

## Опис

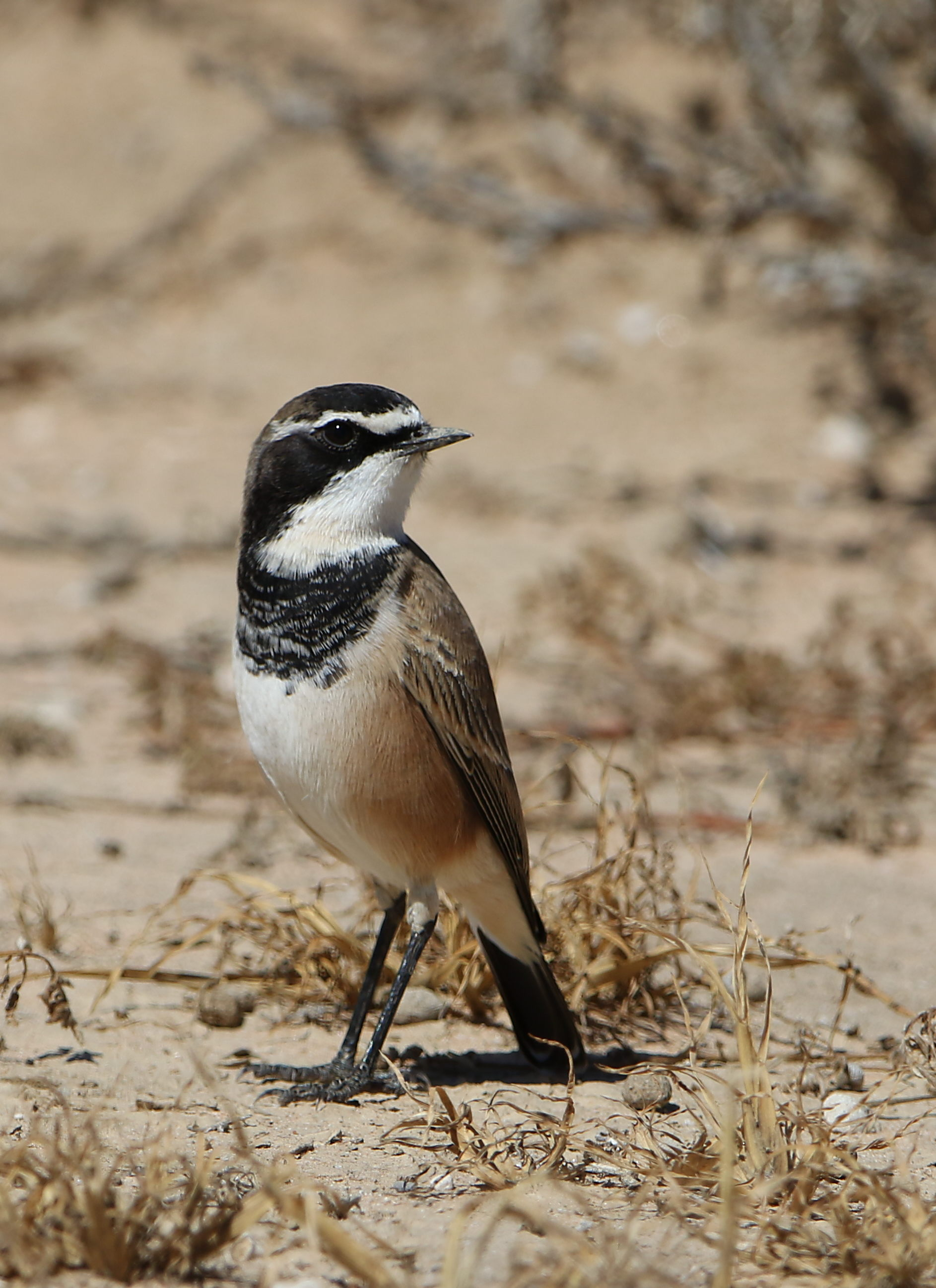
Чорнолоба кам'янка

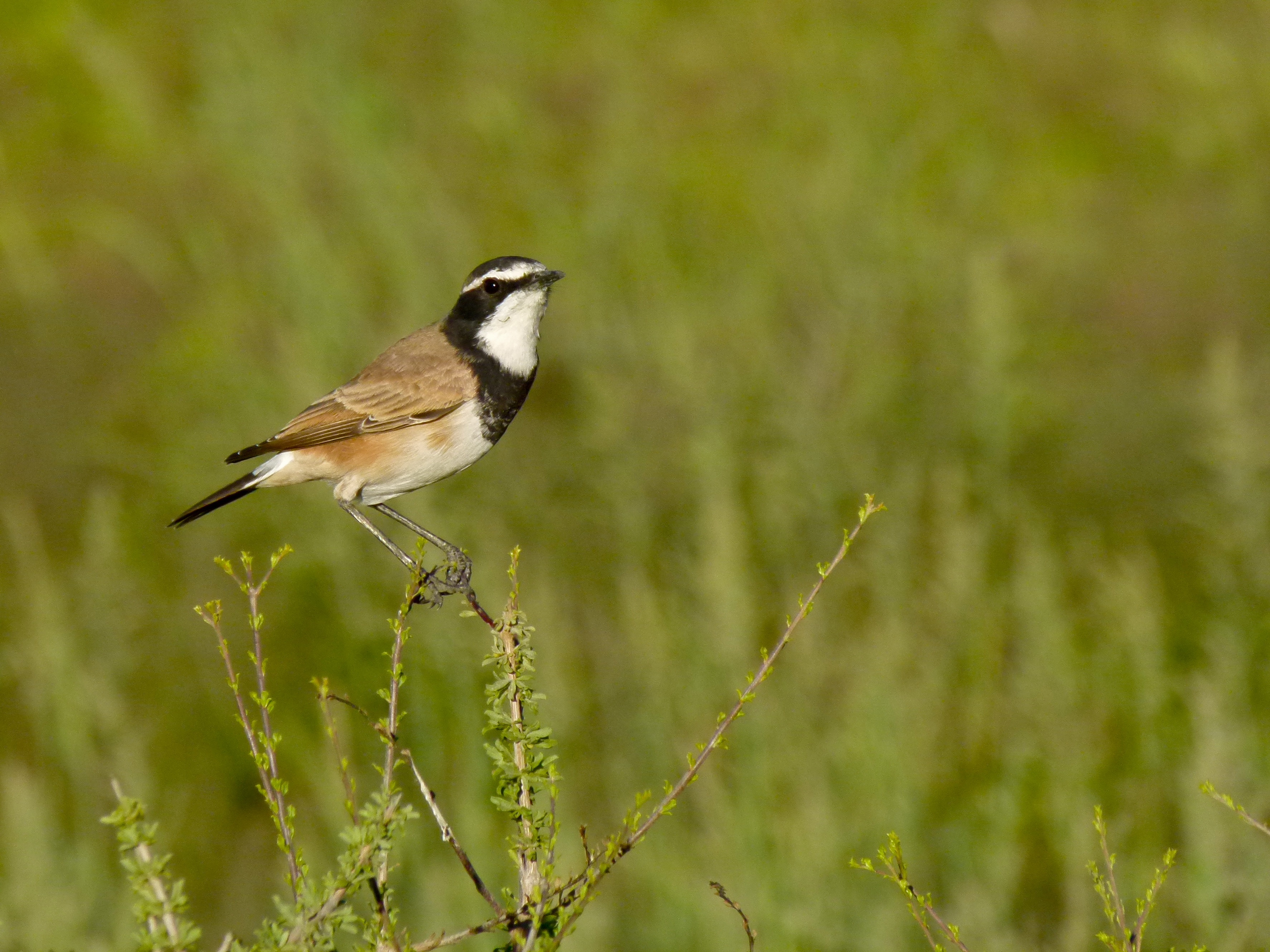
Чорнолоба кам'янка

Довжина птаха становить 17-18 см, вага 32 г. Верхня частина голови і щоки чорні, на грудях широкий чорний "комір". Над очима широкі білі "Брови", горло біле. Верхня частина тіла світло-коричнева, нижня частина тіла білувата, боки і нижня частина живота охристі або коричнюваті. Надхвістя біле, центральна частина і кінець хвоста чорні. У молодих птахів тім'я і щоки коричневі, "комір" на грудях слабо виражений. Спів — гучні, мелодійні трелі, що чергуються з невиразним цьвіріньканням.

## Підвиди
Виділяють три підвиди:
- O. p. neseri Macdonald, 1952 — південна Ангола, Намібія, західна Ботвана і північний захід ПАР;
- O. p. livingstonii (Tristram, 1868) — від центральної Кенії до північного сходу ПАР і східної Ботсвани;
- O. p. pileata (Gmelin, JF, 1789) — південно-західна Намібія і ПАР (за винятком північного заходу і північного сходу).

## Поширення і екологія
Чорнолобі кам'янки мешкають в Кенії, Танзанії, Демократичній Республіці Конго, Анголі, Замбії, Зімбабве, Малаві, Мозамбіку, Намібії, Ботсвані, Південно-Африканській Республіці і Есватіні. Вони живуть в сухих кам'янистих і піщаних місцевостях, порослих чагарниками і деревами. Живляться комахами, зокрема мурахами, яких шукають на землі. Чорнолобі кам'янки є моногамними, гніздяться в заглибині в землі або в термітнику. В кладці 3-4 яйця.